# Lista de presidentes do Esporte Clube Vitória
Esta é a lista de presidentes do Esporte Clube Vitória.
*Raimundo Dias Viana foi eleito por voto de Conselho para ocupar a vaga do ex-presidente renunciado Carlos Sérgio Falcão até 31 de dezembro de 2016.
| Presidente(s)                                                                   | Período                  |
| ------------------------------------------------------------------------------- | ------------------------ |
| Artêmio Valente                                                                 | 1899                     |
| Fernando Kock                                                                   | 1899 a 1900              |
| Pedro Gonçalves de Almeida                                                      | 1901                     |
| Alberto Oliveira Teixeira                                                       | 1902                     |
| César Godinho Spínola                                                           | 1903                     |
| Fernando Kock                                                                   | 1904                     |
| Pedro Autran                                                                    | 1905                     |
| César Godinho Spínola                                                           | 1906                     |
| Alberto Moraes Martins Catharino                                                | 1907 a 1908              |
| Augusto Maia Bittencourt                                                        | 1909                     |
| Juvenal Teixeira                                                                | 1910 a 1914              |
| Benjamin Figueiredo Lima                                                        | 1915                     |
| Agenor de Campos Gordilho                                                       | 1916                     |
| Álvaro Bulhões                                                                  | 1917                     |
| Pedro Grassi                                                                    | 1918                     |
| Antônio Figueiredo de Souza                                                     | 1919                     |
| Waldemar Tarquínio                                                              | 1920                     |
| Alberto Moraes Martins Catharino                                                | 1921 a 1922              |
| Clóvis Moreira Spínola                                                          | 1923                     |
| João Tarquínio                                                                  | 1924                     |
| Antônio Garcia de Medeiros Neto                                                 | 1924                     |
| Carlos Martins Catharino                                                        | 1925 a 1926              |
| Benjamin Figueiredo Lima                                                        | 1927                     |
| Antônio Diniz Gonçalves                                                         | 1928                     |
| Renato Guimarães Teixeira                                                       | 1929 a 1931              |
| Antônio Diniz Gonçalves                                                         | 1932                     |
| Orlando Tomásio Gélio                                                           | 1933 a 1934              |
| Humberto Souza Mello                                                            | 1935                     |
| Juvenal Teixeira                                                                | 1936                     |
| Renato Guimarães Teixeira                                                       | 1937                     |
| Gilvandro Simas Pereira                                                         | 1938                     |
| Comissão com Albino Barbosa, Jaime Lopes Filgueiras e Leonardo de Almeida Costa | 1939                     |
| Leonardo de Almeida Costa                                                       | 1940                     |
| Luís Lago de Araújo                                                             | 1941 a 1945              |
| Manoel Rodrigues Rios                                                           | 1946                     |
| Manoel Henrique Barradas                                                        | 1947 a 1949              |
| Renato Guimarães Teixeira                                                       | 1949 a 1950              |
| Manoel Pontes Tanajura                                                          | 1951 a 1952              |
| Luiz Martins Catharino Gordilho                                                 | 1953 a 1954              |
| José Antônio Ferreira                                                           | 1955 a 1956              |
| Constantino Muiños Rios                                                         | 1957                     |
| Júlio Augusto de Moraes Rego                                                    | 1958                     |
| Francisco Ney Ferreira                                                          | 1959 a 1965              |
| Armando Vicente de Melo                                                         | 1966                     |
| Fernando Falcão Brandão                                                         | 1967                     |
| Francisco de Paula Berenguer Silvany                                            | 1968                     |
| Albino Castro                                                                   | 1969                     |
| Raimundo Rocha Pires                                                            | 1970 a 1973              |
| Carlos Palma                                                                    | 1974                     |
| Alexi Portela                                                                   | 1975 a 1976              |
| Rui Ribeiro Rosal                                                               | 1977                     |
| Márcio Mont´Alegre                                                              | 1978                     |
| Geraldo Orrico                                                                  | 1978 a 1979              |
| Raimundo Rocha Pires                                                            | 1979 a 1980              |
| Márcio Mont´Alegre                                                              | 1980 a 1983              |
| José Alves Rocha                                                                | 1983 a 1986              |
| Carlos Palma                                                                    | 1986                     |
| Ademar Pinheiro Lemos Júnior                                                    | 1987 a 1990              |
| Paulo Carneiro                                                                  | 1991 a 2000              |
| Manoel Pontes Tanajura Filho                                                    | 2000 a 2005              |
| Ademar Pinheiro Lemos Júnior                                                    | 2005 a 2007              |
| Alexi Portela Júnior                                                            | 2007 a 2013              |
| Carlos Sérgio Falcão                                                            | 2013 a 2015 (renunciado) |
| Raimundo Dias Viana                                                             | 2015 a 2016*             |
| Ivã de Almeida                                                                  | 2017 a 2017 (renunciado) |
| Ricardo David                                                                   | 2017 a 2019 (renunciado) |
| Paulo Carneiro                                                                  | 2019 a 2021 (renunciado) |
| Fábio Mota                                                                      | 2021                     |